# Hadeleboea haberi
Hadeleboea haberi là một loài tò vò trong họ Ichneumonidae.